# Forcipomyia tzaneenensis
Forcipomyia tzaneenensis är en tvåvingeart som beskrevs av Meillon och Wirth 1979. Forcipomyia tzaneenensis ingår i släktet Forcipomyia och familjen svidknott. Inga underarter finns listade i Catalogue of Life.